# Sammy McCrory
Samuel McKee McCrory (Belfast, 1924. október 11. – Donaghadee, 2011. május 4.) északír válogatott labdarúgó. 

## Pályafutása

### Klubcsapatban
Belfastban született. 1944-ben a Linfield csapatában kezdte a pályafutását. 1946-tól 1949-ig a walesi Swansea Town játékosa volt. 1949 és 1952 között az Ipswich Townban szerepelt. 1952 és 1955 között az Plymouth Argyle, 1955 és 1960 között a Southend United csapatát erősítette. 1961–62-ben a Cambridge Unitedben szerepelt. Az 1962–63-as szezonban az északír Crusaders játékosedzője volt.

### A válogatottban
1957-ben 1 alkalommal szerepelt az északír válogatottban és 1 gólt szerzett. 33 évesen Anglia ellen mutatkozott be egy 3–2-re megnyert mérkőzésen, amivel a második világháborút követő időszak legidősebb debütálója volt. Részt vett az 1958-as világbajnokságon, de nem játszott egyetlen mérkőzésen sem.

## Sikerei, díjai
Linfield FC
- Északír kupagyőztes (2): 1944–45, 1945–46

Swansea Town
- Angol harmadosztály (1): 1948–49